# Myiothlypis conspicillata
Myiothlypis conspicillata é uma espécie de ave da família Parulidae.
É endémica da Colômbia.
Os seus habitats naturais são: regiões subtropicais ou tropicais húmidas de alta altitude, plantações  e florestas secundárias altamente degradadas.
Está ameaçada por perda de habitat.